# トビリシ
座標: 北緯41度41分16秒 東経44度48分31秒 / 北緯41.687778度 東経44.808611度
トビリシ（ジョージア語: თბილისი, ラテン文字転写: Tbilisi [tʰb̥ilisi] ( 音声ファイル)、略称TBS）は、ジョージア（グルジア）の首都。邦訳表記はティビリシとも。時に古名のティフリス（Tiflis, ジョージア語: ტფილისი, ラテン文字転写: t'pilisi）とも呼ばれる。トビリシとは「あたたかい」を意味するトビリに由来し、温泉と関係あるとされている。『元史』には梯弗里斯と記されている。人口は約110万人。
ジョージアの東部、クラ川の河畔に広がる。三方を山や小高い丘に囲まれている。

## 歴史
紀元前4000年ごろの居住跡が確認されている。すでに4世紀のペルシア史料に、この地域に集落があったことが言及されている。今も市内に一部が残るナリカラ砦はこの頃に造られたものである。その後、5世紀にカルトリ（後にイベリア王国とも言われた）の王ワフタング・ゴルガサリ（ワフタング1世）がここに町をつくり、王の死後、息子のダチが遺訓に従い、6世紀の初めにムツヘタから遷都した。統一したグルジア王国の都ではなく、コルキスを含まない東グルジア(カルトリ)の都であった。ワフタング・ゴルガサリ王がこの地を発見したのには、有名な言い伝えが残っている。王が狩に出かけ、鷹を飛ばした。鷹は雉を追いかけて飛んでいったが、鷹も雉も行方不明となった。従者たちが探し回ると鷹も雉もアバノツバニにある温泉の中に落ちていた。温泉を発見したワフタング・ゴルガサリはそれをとても気に入り、この地に町を作るように命じた、という。グルジア語の古語で"Tpili"とは「暖かい」という意味で、それがトビリシの語源である。
570年以降、サーサーン朝ペルシアに征服され、627年に、東ローマ帝国とハザールの連合軍が陥落させた。736年にはカリフ・マルワーン2世に率いられたウマイヤ朝の軍が進入。以後、トビリシ首長国としてアラブ人に支配される。1068年、スルターン・アルプ・アルスラーンの下、セルジューク朝の侵略を受ける。1122年に、セルジュークとの激しい戦闘に勝利し、ダヴィト4世建設王がトビリシを解放してグルジアを統一。西グルジアのクタイシからトビリシに遷都し、全グルジアの首都となり王国の領土は拡大し繁栄の道を進む。タマル女王のもとで黄金時代を迎える。しかし1世紀で終わりを告げる。1226年、ホラズム・シャー朝のスルターン・ジャラールッディーン・メングベルディーの侵攻を受け、1236年にはモンゴルの統治下に入る。モンゴル支配下のトビリシは自治を享受できた時代であった。14世紀から18世紀にかけて、ティムールやタブリーズのシャー、白羊朝、など入れ替わり来襲を受ける。1522年、サファヴィー朝イランの侵攻を受けるもダヴィト10世に解放される。この時期は荒廃したトビリシの再建の時代であった。1795年、イランのアーガー・モハンマド・シャーの軍勢の前に、トビリシは灰燼に帰す。もはや、イランやトルコの侵攻の前に為す術も持たないグルジアは、ロシア帝国の庇護を求め、1801年、帝政ロシアに編入された。トビリシには総督府が置かれ、カフカース（コーカサス）支配の拠点となった。その間、都市は大きく発展し、近代ヨーロッパ的な町並みが形成される。1811年には8500人であった人口は、1825年には2万人になったという。19世紀末にはトリビシ・ポチ線、パトゥミ・トリビシ・バグー線の鉄道敷設で交通の要衝となった。当時ペルシャ、オスマン、スウェーデン、ベルギーの公館も建ち、国際都市の様相を呈した。アレクサンドル・プーシキンやレフ・トルストイが幾たびも訪れ、ロマノフ朝の王族の屋敷も市内に作られた。1918年にグルジアが独立した際、トビリシはグルジア民主共和国（1918年-1921年）の首都となる。以後、グルジア・ソビエト社会主義共和国（1921年 - 1922年、1936年 - 1991年）、ザカフカース社会主義連邦ソビエト共和国（1922年 - 1936年）の首都を経て1991年にジョージアが再び独立を果たして以後、今日まで同国の首都である。
2024年10月、ロシアによるウクライナ侵攻が続く中で総選挙が行われ、ロシアの寄りの政権が誕生。同年11月に政府が欧州連合への加盟交渉を中断すると発表すると、トビリシ市内では翌12月にかけて連日のように大規模なデモが発生した。

## 気候
気候は温暖で、年間の平均気温は12.7 °C。年間降水量は568 mm。ケッペンの気候区分では温暖湿潤気候に属する。内陸部に位置するため、夏は暑く冬は比較的寒い。 最も寒い1月の平均気温は0.9 °C、最も暑い7月の平均気温は24.4 °Cである。
| トビリシの気候                | トビリシの気候 | トビリシの気候 | トビリシの気候 | トビリシの気候 | トビリシの気候 | トビリシの気候 | トビリシの気候 | トビリシの気候 | トビリシの気候 | トビリシの気候 | トビリシの気候 | トビリシの気候 | トビリシの気候 |
| 月                            | 1月            | 2月            | 3月            | 4月            | 5月            | 6月            | 7月            | 8月            | 9月            | 10月           | 11月           | 12月           | 年             |
| ----------------------------- | -------------- | -------------- | -------------- | -------------- | -------------- | -------------- | -------------- | -------------- | -------------- | -------------- | -------------- | -------------- | -------------- |
| 最高気温記録 °C （°F）        | 19.5 (67.1)    | 22.4 (72.3)    | 28.7 (83.7)    | 34.3 (93.7)    | 34.9 (94.8)    | 38.7 (101.7)   | 40.0 (104)     | 40.3 (104.5)   | 37.9 (100.2)   | 33.3 (91.9)    | 27.2 (81)      | 24.0 (75.2)    | 40.3 (104.5)   |
| 平均最高気温 °C （°F）        | 6.3 (43.3)     | 7.1 (44.8)     | 12.4 (54.3)    | 19.0 (66.2)    | 23.0 (73.4)    | 27.3 (81.1)    | 30.8 (87.4)    | 30.4 (86.7)    | 26.3 (79.3)    | 19.7 (67.5)    | 12.9 (55.2)    | 7.7 (45.9)     | 18.6 (65.5)    |
| 平均最低気温 °C （°F）        | −1.9 (28.6)    | −1.1 (30)      | 2.6 (36.7)     | 8.2 (46.8)     | 11.8 (53.2)    | 15.5 (59.9)    | 19.0 (66.2)    | 18.2 (64.8)    | 14.9 (58.8)    | 9.1 (48.4)     | 4.1 (39.4)     | 0.0 (32)       | 8.4 (47.1)     |
| 最低気温記録 °C （°F）        | −24.4 (−11.9)  | −14.8 (5.4)    | −12.8 (9)      | −4.8 (23.4)    | 1.0 (33.8)     | 6.3 (43.3)     | 9.3 (48.7)     | 8.9 (48)       | 0.8 (33.4)     | −6.4 (20.5)    | −7.1 (19.2)    | −20.5 (−4.9)   | −24.4 (−11.9)  |
| 降水量 mm （inch）            | 20 (0.79)      | 29 (1.14)      | 31 (1.22)      | 51 (2.01)      | 84 (3.31)      | 84 (3.31)      | 41 (1.61)      | 43 (1.69)      | 35 (1.38)      | 41 (1.61)      | 35 (1.38)      | 23 (0.91)      | 517 (20.35)    |
| 出典：Pogoda.ru.net 8.09.2007 |                |                |                |                |                |                |                |                |                |                |                |                |                |

## 下位行政区分
10の区がある。
- グルダニ区（გლდანი）
- ディドゥベ区（დიდუბე）
- ヴァケ区（ვაკე）
- イサニ区（ისანი）
- クルツァニシ区（კრწანისი）
- ムタツミンダ区（მთაწმინდა）
- ナザラデヴィ区（ნაძალადევი）
- サブルタロ区（საბურთალო）
- サムゴリ区（სამგორი）
- チュグレティ区（ჩუღურეთი）

## 民族構成
2002年の統計では、
- グルジア人  84.2%
- アルメニア人  7.6%
- ロシア人  3.0%
- アゼリー人  1.0%
- オセット人  0.9%
- ギリシャ人 0.4%

などとなっており、年々グルジア人（カルトヴェリ人およびその支族とされるミングレル人、ラズ人、スヴァン人など。統計上は区分されていない）の割合が高まっている。
住民の85%がキリスト教の信者であり、グルジア正教会を中心にロシア正教会・アルメニア教会を信奉している。イスラム教は主としてスンナ派で人口の8%、ユダヤ教の信者は2%である。

## 文化
1918年に創設されたトビリシ国立大学など、多数の高等教育機関や、劇場、博物館、国立オペラ・バレエ劇場などがあり、学術・文化面でも重要な都市である。また、たくさんの古い教会があるほか、モスクやシナゴーグもある。2004年には至聖三者大聖堂（ツミンダ・サメバ大聖堂）が竣工した。クラ川東岸、トビリシ旧市街のアヴラバリにあるメテヒ教会は5世紀にグルジア正教会に改宗したヴァフタング1世が建築した。敷地内にはトビリシの創設者であるヴァフタング1世を称えたヴァフタング1世像がメテヒ岩の台座に聳え立っている。
トビリシ市街南西部の、険しいナリカラの丘の上にあるナリカラ要塞は4世紀にサーサーン朝が不快要塞 (シュリス・ツィヘ)という名で建設し、後にモンゴル帝国がナリカラと改名した。ナリカラ要塞の横にはカルトリス・デダ (ジョージアの母像)が、丘の向こうにはトビリシ植物園がある。
ナリカラの丘の麓には温泉街で有名なアバノツバニがあり、旧市街の趣が感じ取られる。

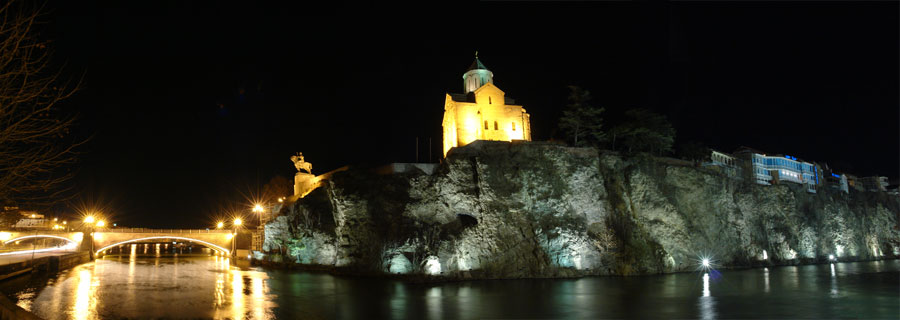
メテヒ教会とヴァフタング1世像。ムトゥクワリ川 (クラ川)
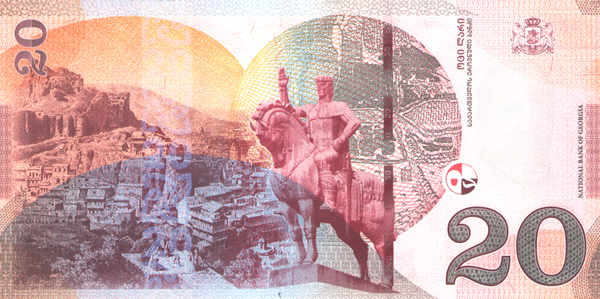
2016年2月1日より発行されている20ラリ新札の裏面に描かれたヴァフタング1世像。ナリカラ要塞やトビリシ旧市街、18世紀に書かれたトビリシの古地図が他にも印刷されている。
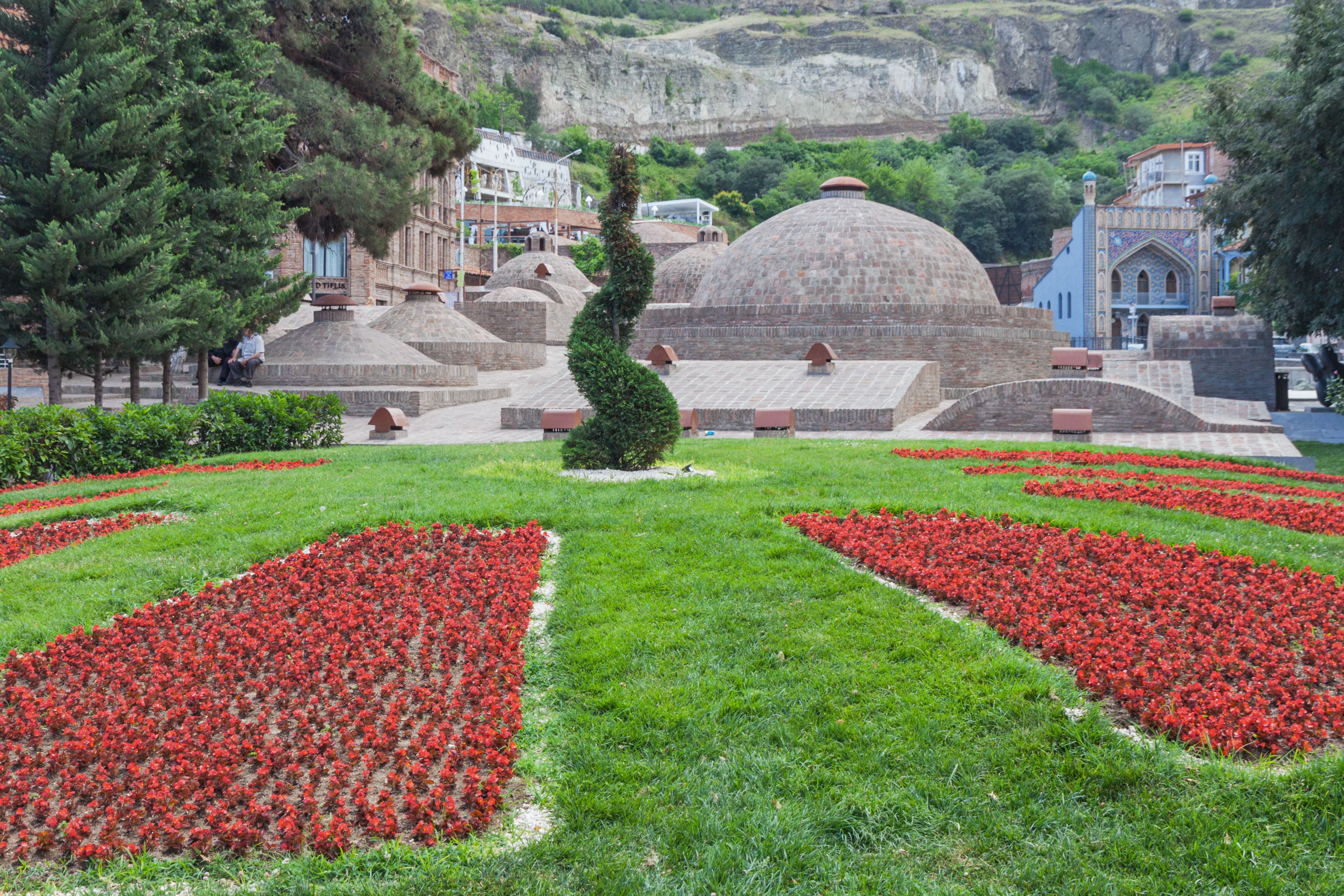
アバノツバニ地区の温泉。ドーム状の建物の内部に温泉がある。

## 交通

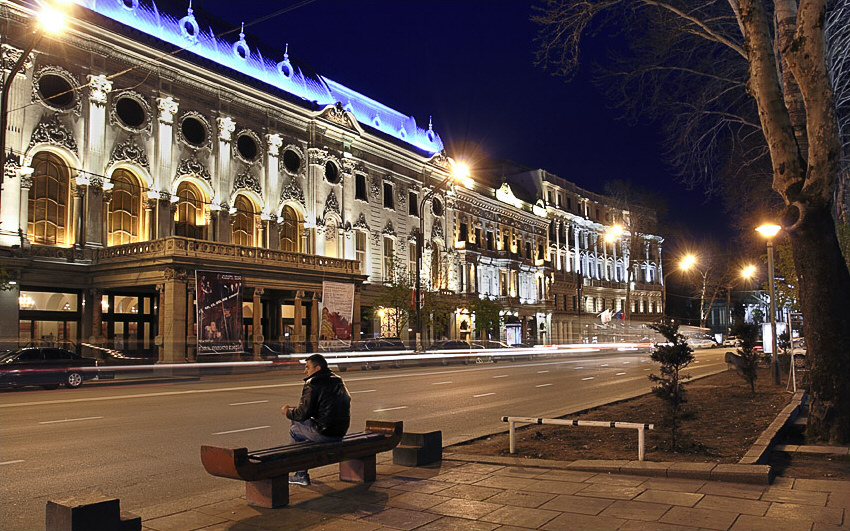
ルスタヴェリ大通り

- 2つの路線の地下鉄（トビリシ地下鉄）があり、トビリシ中央駅前の駅前広場第一駅と駅前広場第二駅が唯一の乗り換え駅。3号線の計画がある。トラムもある。
- グルジア鉄道のトビリシ中央駅から、アゼルバイジャンのバクー、アルメニアのエレバン行きの列車がある。
- 中央バスターミナルからは、バクー、エレバン、トルコのイスタンブールなどへ国際バス路線がある。
- 18kmほど郊外にトビリシ国際空港がある。
- ライク公園（グルジア語版）からナリカラ要塞のあるナリカラ丘の頂上まで、ロープウェイが運行されている。

## 出身者
- カハ・カラーゼ - 元サッカー選手[11]、現政治家（トビリシ市長）
- ミヘイル・サアカシュヴィリ - 政治家
- ズラブ・ジワニア - 政治家
- ロマン・コンドラチェンコ - 軍人
- ボリス・アクーニン - 作家
- ゲオールギイ・ベリーエフ - 航空機設計者
- ミハイル・イッポリトフ＝イワノフ - 作曲家
- アラム・ハチャトゥリアン - 作曲家
- ケイティ・メルア - ミュージシャン
- トリオ・マンディリ - ミュージシャン
- テンギズ・アブラゼ - 映画監督
- ゲオルギ・ダネリア - 映画監督
- セルゲイ・パラジャーノフ - 映画監督
- マイア・チブルダニゼ - チェスプレイヤー
- ノナ・ガプリンダシヴィリ - チェスプレイヤー
- チグラン・ペトロシアン - チェスプレイヤー
- アレクサンドル・トラーゼ - ピアニスト
- リサ・バティアシュヴィリ - ヴァイオリニスト
- エレーネ・ゲデヴァニシヴィリ - フィギュアスケート選手
- ザザ・パチュリア - バスケットボール選手
- ヴィクトル・サニキゼ - バスケットボール選手
- ハンナ・メルニチェンコ - 陸上競技選手
- 黒海太（四股名：黒海） - 大相撲力士
- 臥牙丸勝（四股名：臥牙丸） - 大相撲力士
- ジャバ・ブレグヴァゼ - ラグビー選手
- ニコロズ・カティアシヴィリ - ラグビー選手
- フヴィチャ・クヴァラツヘリア - サッカー選手

## 姉妹都市
トビリシは以下の都市と姉妹都市の提携をしている。
| - アンカラ（トルコ） - アトランタ（アメリカ合衆国） - ビルバオ（スペイン） - ブリストル（イギリス） - インスブルック（オーストリア） | - イスタンブール（トルコ） - キエフ（ウクライナ） - ナント（フランス） - ザールブリュッケン（ドイツ） - エレバン（アルメニア） |